# Zaprionus campestris
Zaprionus campestris är en tvåvingeart som beskrevs av Chassagnard 1988. Zaprionus campestris ingår i släktet Zaprionus och familjen daggflugor.
Artens utbredningsområde är Kamerun. Inga underarter finns listade i Catalogue of Life.